# Pati Behrs
Pati Behrs Eristoff  (13 de febrero de 1922 – 4 de julio de 2004) fue una prima ballerina y actriz rusaestadounidense.

## Biografía
Pati Behrs Eristoff fue una primera bailarina y sobrina nieta de León Tolstói. Quizás sea más conocida por ser la primera esposa de John Derek. Nació en Constantinopla (actualmente Estambul, Turquía) de padres rusos emigrados. Su familia huyó a París después de que su padre se negara a participar en los pogromos. Sobrevivió a la Segunda Guerra Mundial y a la ocupación de Francia bailando en clubes nocturnos parisinos, al tiempo que hacía todo lo posible por ocultar a los judíos rusos y gitanos de los nazis.
Tras la guerra, recibió un contrato en Hollywood y emigró a Estados Unidos. Behrs tuvo un breve primer matrimonio con George 'Gogi' Tchitchinadze (1917–1970), anfitrión del Bel-Air Hotel.
En diciembre de 1947, conoció a John Derek en una clase de interpretación y se casaron el 9 de octubre de 1948. La pareja tuvo dos hijos: Russell Derek (1950–1999) y Sean Catherine Derek (nacida en 1953), que se convirtió en guionista. Behrs y Derek se separaron en septiembre de 1955 y se divorciaron en abril de 1956.
En 1975, se casó con el pediatra Dr. Lucius Lindley (1919–1986), quien falleció antes que ella.
Se convirtió en abuela en 1969 y en bisabuela en 1996. Murió el 4 de julio de 2004, a los 82 años.

## Opiniones filosóficas y/o políticas
Como defensora de los derechos de los animales, donó su piano de media cola Steinway de 1926 a Actors and Others . Su hija, Sean, solicitó que se vendiera para ayudar al mayor número posible de animales necesitados.

## Filmografía
| Año  | Título                                 | Papel             | Notas                                         |
| ---- | -------------------------------------- | ----------------- | --------------------------------------------- |
| 1946 | The Razor's Edge                       | Invitada          | sin acreditar                                 |
| 1947 | Forever Amber                          | Maquillista       | sin acreditar                                 |
| 1948 | Apartment for Peggy                    | Jeanne            |                                               |
| 1948 | Unfaithfully Yours                     | Papel menor       | sin acreditar                                 |
| 1948 | When My Baby Smiles at Me              | Mujer en una caja | sin acreditar                                 |
| 1949 | The Beautiful Blonde from Bashful Bend | Roulette          |                                               |
| 1949 | Come to the Stable                     | Monja             | sin acreditar, (último papel cinematográfico) |